# Вологез V
Вологез V — царь Армении, а затем Парфии из династии Аршакидов. Правил в 208—223 годах н. э.
Со вступлением Вологеза V на трон Парфия в очередной раз погрузилась в междоусобную борьбу между разными претендентами на престол. Власть Вологеза V оспаривал его брат Артабан V, в результате чего в Парфии вновь утвердилось двоецарствие. Власть Вологеза V реально распространялась только на небольшую часть Вавилонии.
На остальных землях свою власть утвердил Артабан V, в руках которого сосредоточилась наибольшая власть в Парфии.
Постоянная борьба между братьями не только истощала силы Парфии, но и напрочь подрывала и без того низкий авторитет династии Аршакидов в Иране. В 220 году правитель области Парс на юге Ирана — Ардашир — перешёл в наступление против Аршакидов, заручившись поддержкой представителей парфянской знати, окончательно уставшей от фактической анархии, сопровождавшей большую часть эпохи Аршакидов. В 223 году Ардашир в битве при Хормиздагане разбил Вологеза V, после чего сосредоточил все свои усилия на борьбе с куда более могущественным Артабаном V.